# Землетрясение на Тайване (2024)
Землетрясение на Тайване произошло 3 апреля 2024 года и стало сильнейшим за последние 25 лет, после землетрясения 21 сентября 1999 года. Первые толчки были зафиксированы в 7:58 по местному времени. Землетрясение состояло из серии толчков, магнитуда наиболее сильного из них достигала 7,7. Эпицентр землетрясения находился на глубине 1,5 км в море у восточного побережья острова, вблизи города Хуалянь.
Толчки ощущались на всём острове Тайвань. После основного толчка через четверть часа последовали толчки магнитудой 6,6 и 6,3, также было зафиксировано до 60 афтершоков магнитудой от 4,1. Наиболее серьёзно пострадал город Хуалянь, где обрушилось несколько зданий. Погибло как минимум 16 человек, 1155 человек раненых. Как минимум 77 человек были заблокированы в повреждённых зданиях. Без электроэнергии остались более 87 тысяч домохозяйств. Для спасательных операций была задействована армия.
Землетрясение также ощущалось в провинциях Фуцзянь и Цзянси КНР, на юге континентального Китая было остановлено движение поездов. В японской префектуре Окинава, на побережье Китая и Филиппин была объявлена угроза цунами.
Крупнейший в мире производитель полупроводников TSMC оценил убытки для компании в $60 млн.